# Федерація футболу Болівії
Федерація футболу Болівії (ісп. Federación Boliviana de Futbol або FBF) — головний орган управління футболом в Болівії. Була заснована у 1925 році, а вже в наступному році стали членом ФІФА та КОНМЕБОЛ. Федерація футболу Болівії відповідає за національну збірну з футболу. Штаб-квартира знаходиться у Кочабамбі.